# Heart Burns
Heart Burns is het debuut-ep van de Against Me!-zangeres/gitarist Laura Jane Grace. Het werd uitgebracht op 28 oktober 2008  door Sire Records en is het enige album dat ze solo heeft opgenomen.

## Nummers
1. "Random Hearts" - 3:23
2. "Conceptual Paths" - 3:18
3. "Cowards Sing at Night" - 2:06
4. "Amputations" - 2:04
5. "Anna Is a Stool Pigeon" - 4:27
6. "Harsh Realms" - 2:41
7. "100 Years of War" - 3:21

### iTunes bonus tracks
1. "Random Hearts" - 3:16
2. "I Can't See You, But I Know You're There" - 3:12